# Ludovico Barbiano di Belgiojoso (1728-1801)

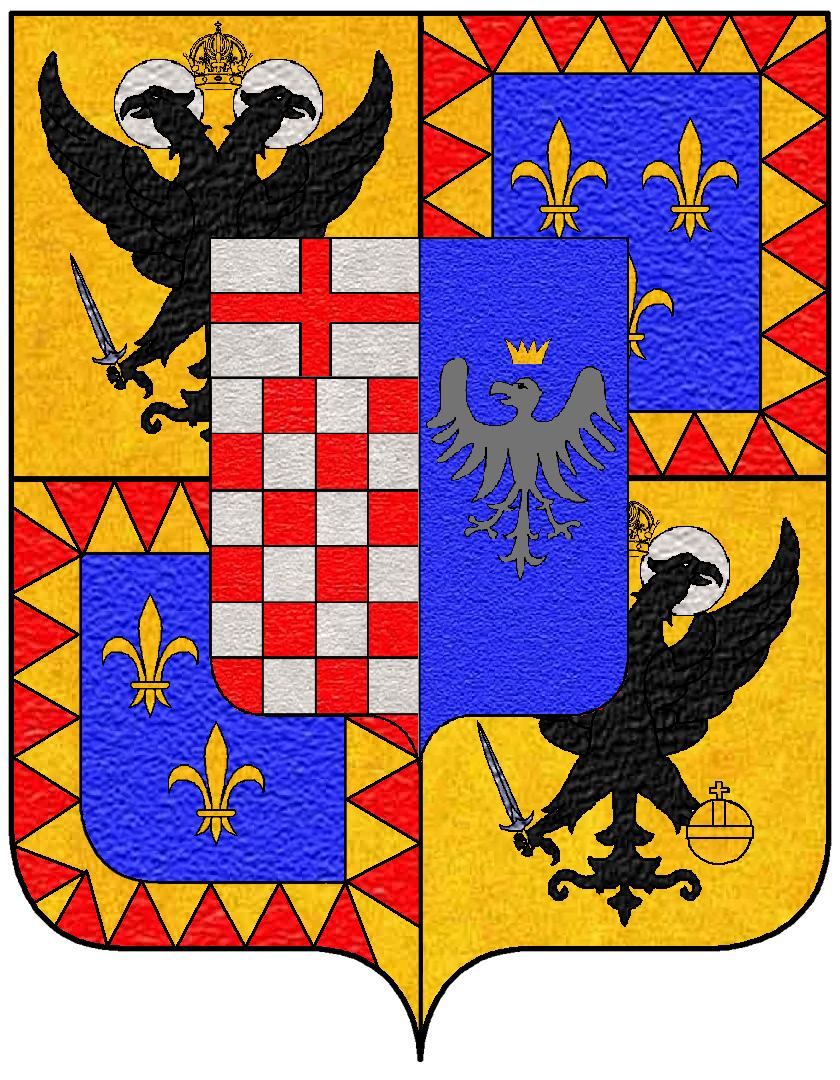
Stemma Barbiano di Belgiojoso

Ludovico Luigi Carlo Maria Barbiano di Belgiojoso (o alternativamente Belgioioso), a volte attestato come Louis de Barbiano, o Ludwig Belgiojoso o Beljioso, (Milano, 3 gennaio 1728 – Milano, 15 maggio 1801) è stato un militare e diplomatico italiano.

## Biografia
Ludovico nacque a Milano il 3 gennaio del 1728, figlio di Antonio Barbiano di Belgiojoso e di sua moglie, la contessa Barbara D'Adda.
Dopo aver compiuto inizialmente gli studi in giurisprudenza a Pavia, decise di intraprendere come molti suoi antenati la carriera militare, incoraggiato in questo dal padre. Pietro Verri nel suo Carteggio col fratello Alessandro descrisse Ludovico come un uomo col "piede nel militare" Il suo ingresso ufficiale nell'esercito imperiale lo fece ad ogni modo il 15 ottobre 1752 quando ottenne il brevetto col grado di capitano di una compagnia di fucilieri nel reggimento del Palatinato, venendo spostato nei granatieri dal 1757 quando anche suo fratello maggiore Alberico intraprese per un periodo la carriera militare.

### La carriera militare
Come suo padre suo fratello, prese parte alla guerra dei Sette anni combattendo sotto il comando del feldmaresciallo Leopold Joseph Daun. Nel marzo del 1759 rimase ferito in battaglia ed il 18 settembre di quello stesso anno venne nominato aiutante di campo dello stesso feldmaresciallo e promosso al rango di maggiore. Noto come ufficiale meritevole e capace, venne notato anche dal feldmaresciallo Ernst Gideon von Laudon che proprio nel 1759 in un suo rapporto all'imperatrice Maria Teresa, citò anche il nome del Barbiano di Belgiojoso. Prese parte quindi alle battaglie di Lignitz (agosto 1760) e di Torgau (novembre 1760) dove le forze imperiali vennero sconfitte, ma pure alla vittoria di Schweidnitz dell'ottobre del 1761, occasione nella quale venne infine promosso colonnello di un reggimento di fanteria dei Sassonia-Coburgo-Gotha, distinguendosi poi nell'assedio della fortezza prussiana di Schreidenlicts in Slesia, durante la campagna per la conquista austriaca della regione.
Nel 1777, ebbe anche l'onore di essere nominato colonnello proprietario dell'imperiale-reale reggimento di linea n° 41, di leva prettamente tedesca, ma alcuni mesi dopo, dal 1778 e fino al 1797, diverrà più appropriatamente titolare del reggimento lombardo n° 44, reggimento che dopo alcuni anni di vacanza passò, nel 1801, al luogotenente feldmaresciallo conte Friedrich Bellegarde, quindi all'arciduca Alberto, il vincitore di Custoza nel 1866. Ma, nel 1783, Ludovico passava a tenente-feldmaresciallo.

### La carriera diplomatica
Nel marzo del 1762 venne richiamato a Vienna ove venne presentato a Maria Teresa ed ammesso quindi a corte. A seguito della firma della pace di Hubertusburg, il cancelliere imperiale Wenzel Anton von Kaunitz-Rietberg gli offrì la carica a scelta di ambasciatore presso la corte di Svezia o presso quella di Danimarca, ed il Barbiano di Belgioioso scelse Stoccolma dove giunse nel 1764 e dove rimase circa due anni in tutto, periodo durante il quale ottenne anche una missione diplomatica a Varsavia e dove collaborò anche per conto del granduca di Toscana (1764-1765).
Nel 1769 venne trasferito come ambasciatore imperiale a Londra dove rimase sino al 1783, avendo modo di intessere stretti rapporti con la società e la corte inglese, divenendo amico personale di re Giorgio III ed aiutando notevolmente la distensione nelle relazioni tra i due paesi da lui serviti. A tal proposito, grazie al suo personale interessamento e talento di diplomatico, nonché per la sua abilità negli affari commerciali, concluse una serie di accordi che portarono a favorire Antonio Greppi ed altri importanti imprenditori all'estero oltre a condizionare la politica dell'Inghilterra nei confronti della Russia con cui anche l'Impero stava mediando per l'espansione verso oriente. Questa sua abilità gli valse anche il favore alla corte di Vienna di Giuseppe II che in più occasioni ne lodò l'impegno ed il servizio fedele agli Asburgo.
Come ricompensa, fu proprio su interessamento di Giuseppe II che Ludovico venne nominato consigliere privato dell'imperatore nel 1770 e dal 1773 venne promosso al rango militare di maggiore generale. Giuseppe II si legò personalmente al generale Barbiano di Belgiojoso al punto da volerlo portare con sé durante un suo viaggio in Francia in visita alla sorella Maria Antonietta. Ludovico affiancò l'imperatore per quasi sei mesi nella sua visita a Parigi, Brest, Bordeaux, Bayonne, Tolone e Lione
Il 9 maggio 1783, Ludovico venne definitivamente revocato dall'ambasciata di Londra e nominato tenente generale per assumere l'incarico di ambasciatore e vice-governatore dei Paesi Bassi austriaci, retti all'epoca formalmente dall'arciduchessa Maria Cristina e dal marito.

### La missione nei Paesi Bassi Austriaci

#### Ministro a Bruxelles
Nel 1782 venne designato quale rappresentante straordinario presso il governatore imperiale dei Paesi Bassi austriaci, al posto del principe di Starhemberg, che aveva ricoperto la funzione per i precedenti tredici anni. Giunto a Bruxelles il 3 giugno 1783, assunse le proprie funzioni qualche giorno più tardi. Il 13 luglio seguente i magistrati della città di Bruxelles offrirono il proprio benvenuto ufficiale (detto "vin d'honneur", brindisi d'onore).

#### Crisi militare con le Province Unite
Nel 1785 ebbe un ruolo rilevante nella crisi provocata dall'imperatore Giuseppe II, che tentò di forzare le Province Unite a rinunciare ai diritti che queste si erano garantite nei Paesi Bassi austriaci. Prima condusse dei negoziati, eppoi gestì una crisi militare (ricordata come "Guerra della marmitta"), conclusa con il trattato di Fontainebleau del 1785: esso costrinse i vicini settentrionali a rinunciare ai diritti di guarnigione derivanti dal terzo trattato della Barriera, senza però ottenere la riapertura della libera navigazione della Schelda e, quindi, la rinascita commerciale del porto di Anversa.

#### Inizio della rivoluzione del Brabante
Alcuni anni più tardi, a cavallo tra il 1786 ed il 1787, l'imperatore, volle introdurre alcune riforme nell'amministrazione di questi suoi domini. Ciò provocò la resistenza degli Stati provinciali, che spinsero l'imperatore a richiamare, con ordine datato 24 giugno 1787, il Belgiojoso, unitamente al governatore generale Alberto di Sassonia-Teschen ed alla moglie di quest'ultimo, l'arciduchessa Maria-Cristina. Tutti lasciarono Bruxelles fra il 19 ed il 20 luglio successivo. Dopodiché una delegazione degli Stati provinciali del Brabante giunse a Vienna, ove venne ricevuta dall'imperatore che, soddisfatto di quest'atto di sottomissione, emise, il 21 settembre un editto che ristabiliva i privilegi delle province in cui erano divisi i Paesi Bassi austriaci e diede il posto del Belgiojoso al conte di Trautmansdorff.
Tali cambiamenti, comunque, non bastarono a tranquillizzare le irrequiete provincie, che, profittando del parallelo impegno degli eserciti imperiali nella guerra austro-russo-turca, diedero inizio all'abortita rivoluzione del Brabante.

### Ultimi anni a Milano
A seguito di tale fallimento, Ludovico, giunto al termine di una lunga carriera si ritirava nel natale Ducato di Milano, ove, sino al 1813, visse il fratello maggiore, Alberico, principe di Belgiojoso. Qui volle erigere una residenza principesca l'attuale Villa Reale (nota come "villa Belgiojoso Bonaparte"), posta lungo il lato meridionale dei giardini pubblici di Porta orientale, realizzati dal Piermarini nel 1783. La fabbrica, affidata nel 1790 al Pollack, venne completata nel 1796.
Il Belgiojoso morì il 15 maggio 1801, a Milano. Alla sua morte, la grande dimora di città venne acquistata dal governo della Repubblica Cisalpina per trasformarla nella residenza milanese di Napoleone, in procinto di divenire presidente della Repubblica italiana.

## Ascendenza
|                                                                          |                                    |                                                 | Genitori                                       |  |  | Nonni |  |  | Bisnonni                                            |  |  | Trisnonni                                               |  |
|                                                                          |                                    |                                                 |                                                |  |  |       |  |  | Carlo Barbiano di Belgiojoso, V conte di Belgioioso |  |  | Alberico Barbiano di Belgiojoso, IV conte di Belgioioso |  |
|                                                                          |                                    |                                                 |                                                |  |  |       |  |  | Carlo Barbiano di Belgiojoso, V conte di Belgioioso |  |  | Alberico Barbiano di Belgiojoso, IV conte di Belgioioso |  |
|                                                                          |                                    | Giulia Affaitati                                |                                                |  |  |       |  |  | Carlo Barbiano di Belgiojoso, V conte di Belgioioso |  |  |                                                         |  |
| Giovanni Barbiano di Belgiojoso                                          |                                    |                                                 |                                                |  |  |       |  |  | Carlo Barbiano di Belgiojoso, V conte di Belgioioso |  |  |                                                         |  |
|                                                                          |                                    | Francesca Malombra                              | Filippo Malombra                               |  |  |       |  |  |                                                     |  |  |                                                         |  |
|                                                                          |                                    | Francesca Malombra                              | Filippo Malombra                               |  |  |       |  |  |                                                     |  |  |                                                         |  |
|                                                                          |                                    | Francesca Malombra                              | Bianca Lucia Castiglioni                       |  |  |       |  |  |                                                     |  |  |                                                         |  |
| Antonio Barbiano di Belgiojoso, I principe di Belgioioso                 |                                    | Francesca Malombra                              |                                                |  |  |       |  |  |                                                     |  |  |                                                         |  |
|                                                                          |                                    | Gaudenz Fortunat von Wolkenstein-Trostburg      | Albrecth von Wolkenstein                       |  |  |       |  |  |                                                     |  |  |                                                         |  |
|                                                                          |                                    | Gaudenz Fortunat von Wolkenstein-Trostburg      | Albrecth von Wolkenstein                       |  |  |       |  |  |                                                     |  |  |                                                         |  |
|                                                                          |                                    | Gaudenz Fortunat von Wolkenstein-Trostburg      | Giovanna Madruzzo                              |  |  |       |  |  |                                                     |  |  |                                                         |  |
| Isabelle von Wolkenstein-Trostburg                                       |                                    | Gaudenz Fortunat von Wolkenstein-Trostburg      |                                                |  |  |       |  |  |                                                     |  |  |                                                         |  |
|                                                                          |                                    | Margaretha Anna Maria von Altemps               | Giovanni Pietro d'Altemps, III duca di Gallese |  |  |       |  |  |                                                     |  |  |                                                         |  |
|                                                                          |                                    | Margaretha Anna Maria von Altemps               | Giovanni Pietro d'Altemps, III duca di Gallese |  |  |       |  |  |                                                     |  |  |                                                         |  |
|                                                                          |                                    | Margaretha Anna Maria von Altemps               | Isabella Lante Montefeltro Della Rovere        |  |  |       |  |  |                                                     |  |  |                                                         |  |
| Ludovico Barbiano di Belgiojoso                                          |                                    | Margaretha Anna Maria von Altemps               |                                                |  |  |       |  |  |                                                     |  |  |                                                         |  |
|                                                                          | Francesco D'Adda, IV conte di Sale | Costanzo D'Adda, III conte di Sale              |                                                |  |  |       |  |  |                                                     |  |  |                                                         |  |
|                                                                          | Francesco D'Adda, IV conte di Sale | Costanzo D'Adda, III conte di Sale              |                                                |  |  |       |  |  |                                                     |  |  |                                                         |  |
|                                                                          | Francesco D'Adda, IV conte di Sale | Anna Maria Cusani Visconti                      |                                                |  |  |       |  |  |                                                     |  |  |                                                         |  |
| Costanzo D'Adda, V conte di Sale, I marchese di San Giovanni di Pomesana | Francesco D'Adda, IV conte di Sale |                                                 |                                                |  |  |       |  |  |                                                     |  |  |                                                         |  |
|                                                                          |                                    | Lodovica Gallarati                              | Carlo Gallarati, I Marchese di Cerano          |  |  |       |  |  |                                                     |  |  |                                                         |  |
|                                                                          |                                    | Lodovica Gallarati                              | Carlo Gallarati, I Marchese di Cerano          |  |  |       |  |  |                                                     |  |  |                                                         |  |
|                                                                          |                                    | Lodovica Gallarati                              | Antonia Taverna di Landriano                   |  |  |       |  |  |                                                     |  |  |                                                         |  |
| Barbara D'Adda                                                           |                                    | Lodovica Gallarati                              |                                                |  |  |       |  |  |                                                     |  |  |                                                         |  |
|                                                                          |                                    | Giuseppe Visconti Aicardi, VIII conte di Bronno | Alfonso Visconti Aicardi, VII conte di Bronno  |  |  |       |  |  |                                                     |  |  |                                                         |  |
|                                                                          |                                    | Giuseppe Visconti Aicardi, VIII conte di Bronno | Alfonso Visconti Aicardi, VII conte di Bronno  |  |  |       |  |  |                                                     |  |  |                                                         |  |
|                                                                          |                                    | Giuseppe Visconti Aicardi, VIII conte di Bronno | Isabella Cornazzano                            |  |  |       |  |  |                                                     |  |  |                                                         |  |
| Antonietta Visconti Aicardi                                              |                                    | Giuseppe Visconti Aicardi, VIII conte di Bronno |                                                |  |  |       |  |  |                                                     |  |  |                                                         |  |
|                                                                          |                                    | …                                               | …                                              |  |  |       |  |  |                                                     |  |  |                                                         |  |
|                                                                          |                                    | …                                               | …                                              |  |  |       |  |  |                                                     |  |  |                                                         |  |
|                                                                          |                                    | …                                               | …                                              |  |  |       |  |  |                                                     |  |  |                                                         |  |
|                                                                          |                                    | …                                               |                                                |  |  |       |  |  |                                                     |  |  |                                                         |  |